# 天主教特爾尼-納爾尼-阿梅利亞教區
天主教特爾尼-納爾尼-阿梅利亞教區（拉丁語：Dioecesis Interamnensis-Narniensis-Amerina），是義大利一個天主教教區。直屬聖座。
原來是三個教區，1983年9月13日合併，1986年11月30日易名至今。教區位於翁布里亞大區南部，座堂位於特爾尼。目前教區主教席位處於出缺狀態。2010年有教友156,100人，佔總人口98.9%。有八十二個堂區、司鐸140位。